# 桑加罗河岸

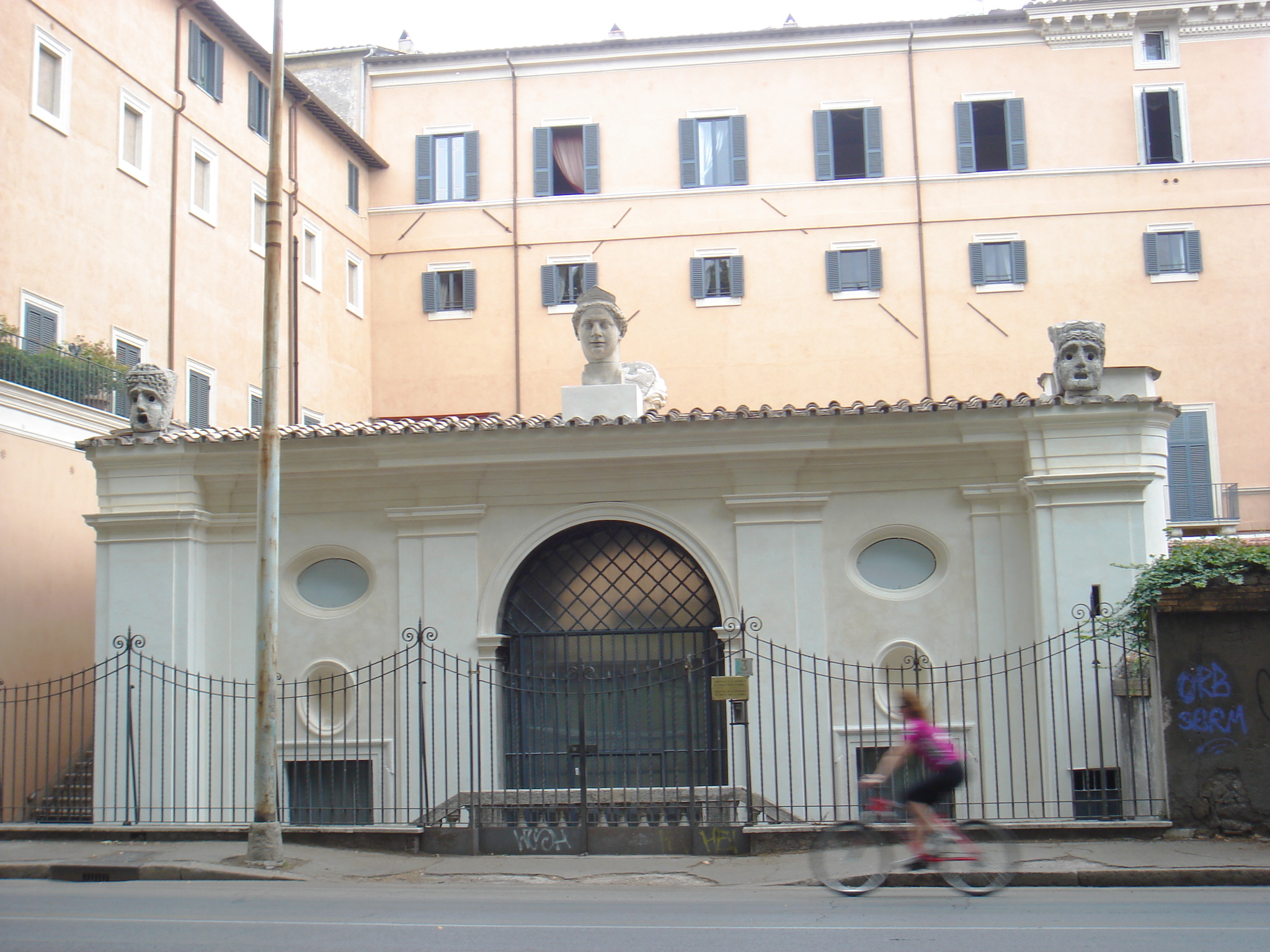

桑加罗河岸（Lungotevere dei Sangallo）是意大利罗马庞特区和雷戈拉区和的一段台伯河岸，连接朱塞佩·马志尼桥和奥斯塔公爵阿梅迪奥王子桥。
河岸得名于四位来自佛罗伦萨的桑加罗：老安东尼奥、朱利亚诺、弗朗切斯科和小安东尼奥，全都是文艺复兴时期活跃在罗马的建筑师。桑加罗河岸定名于1887年7月20日
沿街可以看到一些宫殿的后部，其正立面位于儒略街或邻近街区。